# Atlantisch orkaanseizoen 1893
Het Atlantisch orkaanseizoen 1893 duurde van 1 juni 1893 tot 30 november 1893. Het seizoen 1893 was een actief seizoen met 12 tropische stormen, waarvan er tien promoveerden tot orkanen. Vijf orkanen werden majeure orkanen, dat wil zeggen categorie 3 of meer. Het seizoen 1893 eiste zeer veel slachtoffers; meer dan 4000 mensen lieten het leven, waarvan meer dan 2000 in de Verenigde Staten. Verder was 22 augustus 1893 een gedenkwaardige dag in dit seizoen; op die dag bestonden vier orkanen naast elkaar in het Atlantisch bassin; orkaan 3, orkaan 4, de orkaan van de barrière-eilanden van Georgia en South Carolina en orkaan 7, een zeldzame gebeurtenis.
In het seizoen 1961 bestonden op 11 september 1961 drie orkanen en één tropische storm simultaan in het Atlantisch bassin, maar het zou tot 25 en 26 september in het seizoen 1998 duren, voordat deze situatie zich zou herhalen. De sterkste orkaan was de Chenier Caminandaorkaan, een orkaan van de vierde categorie, die Louisiana trof en meer dan 2000 slachtoffers eiste. Opgemerkt moet worden dat men destijds nog geen beschikking had over satellieten, die niet alleen continue observaties mogelijk maken, maar ook stormen in één oogopslag in hun gehele omvang tonen. Destijds was men afhankelijk van waarnemingen van weerstations en de scheepvaart. Sommige systemen zijn moeilijk te classificeren, omdat er te weinig waarnemingen zijn. Daarom kan het zijn dat er tropische cyclonen zijn 'gemist', omdat zij een te korte levensduur hadden, of hun koers ver van de kust en de gebruikelijke scheepvaartroutes lagen.

## Cyclonen
De genoemde data zijn over het algemeen genoteerd in UTC. Indien tijdsbepalingen zijn toegevoegd als 's avonds, 's morgens, bij dageraad en dergelijke duidt dit op het gebruik van aanduidingen in de plaatselijke tijdzone.

### Orkaan 1
Op 12 juni ontstond tropische storm 1 boven de Baai van Campeche, die naar het noordoosten over de Golf van Mexico trok. Op 15 juni landde tropische storm 1 op de noordwestelijke kust van Florida met windsnelheden tot net onder de orkaandrempel. Tropische storm 1 trok verder noordoostwaarts over Florida, Georgia, South en North Carolina en trok langs de oostkust van de Verenigde Staten verder over de Atlantische Oceaan. Op 17 juni promoveerde tropische storm 1 tot orkaan ten zuidoosten van New Jersey. Orkaan 1 handhaafde zich met windsnelheden tot 120 km/uur tot 19 juni, toen hij ten zuiden van Nova Scotia tot tropische storm degradeerde. Voordat tropische storm 1 Nova Scotia kon bereiken, had hij al zijn tropische kenmerken verloren, verzwakt door koeler water en mogelijk schering.

### Orkaan 2
Tropische storm 2 werd voor het eerst waargenomen boven het zuidwesten van de Caribische Zee, ten noorden van de kust van het toenmalige Colombiaanse departement van de Landengte, het huidige Panama. Tropische storm 2 trok noordwestwaarts richting Nicaragua en Honduras. Tropische storm 2 promoveerde op 5 juli tot orkaan en bereikte enkele uren later zijn hoogtepunt als orkaan van de tweede categorie met windsnelheden tot 157 km/uur, vlak voordat orkaan 2 landde in het uiterste noordoosten van Honduras, nabij de grens met Nicaragua. Orkaan 1 verzwakte iets tot een orkaan van de eerste categorie en trok verder over de Baai van Honduras richting Brits-Honduras, waar orkaan 2 landde op 6 juli als sterke eerstecategorieorkaan met windsnelheden tot 148 km/uur. Boven het schiereiland Yucatán nam orkaan 2 snel in kracht af en degradeerde op 7 juli tot tropische storm en enkele uren later tot tropische depressie, die nog op 7 juli boven de Baai van Campeche oploste. Over de slachtoffers en de schade ten gevolge van orkaan 2 is weinig bekend.

### Orkaan 3
Tropische storm 3 werd voor het eerst waargenomen op 13 augustus ten oostzuidoosten van de Bovenwindse Eilanden. Tropische storm 3 trok naar het noordwesten en nam gestaag in kracht toe. Op 15 augustus promoveerde tropische storm 3 net ten noordoosten van Barbados tot orkaan. Orkaan 3 trok door het uiterste noordoosten van de Caribische Zee en bereikte de derde categorie en landde op 16 augustus op Puerto Rico met windsnelheden tot 185 km/uur. Door interactie van de orkaan met Puerto Rico en het naburige Hispaniola verzwakte orkaan 3 tot de tweede categorie, maar boven de Atlantische Oceaan, ten noorden van Hispaniola nam orkaan 3 opnieuw in kracht toe. Vervolgens schampte orkaan 3 de Turks- en Caicoseilanden en de zuidoostelijke Bahama's, terwijl hij meer en meer naar het noorden bijdraaide. Ten tijde van de passage oostelijk van de Turks- en Caicoseilanden en de Bahama's bereikte orkaan 3 zijn hoogtepunt met windsnelheden tot 194 km/uur op 18, 19 en 20 augustus.
Orkaan 3 draaide naar het noordnoordoosten en noordoosten, richting Nova Scotia. Boven koeler wordend water begon orkaan 3 gestaag te verzwakken, maar hij landde als orkaan op 22 augustus op Nova Scotia. Enkele uren daarvoor was tropische storm 7 tot orkaan gepromoveerd en tijdens de paar uur tussen het moment dat tropische storm 7 tot orkaan 7 promoveerde en het moment dat orkaan 3 zijn tropische kenmerken boven Nova Scotia verloor, waren orkaan 3, orkaan 4, de orkaan van de barrière-eilanden van Georgia en Zuid-Carolina en orkaan 7 simultaan op orkaankracht. Het zou tot 25 en 26 september 1998 duren voordat deze situatie zich opnieuw zou voordoen. Op 11 september 1961 waren er 3 orkanen en 1 tropische storm simultaan in het Atlantisch bassin en het had weinig gescheeld; de tropische storm zou enkele uren later tot orkaan promoveren. Nadat orkaan 3 zijn tropische kenmerken had verloren en onder de orkaandrempel was gezakt, trok de extratropische storm verder en landde nog op Newfoundland, maar verdween vervolgens op 25 augustus boven het noorden van de Atlantische Oceaan. Over de schade en de slachtoffers is niet veel bekend.

### Orkaan 4
Tropische storm 4 ontstond waarschijnlijk op 15 augustus ten westen van de archipel Kaapverdië op de Atlantische Oceaan. Tropische storm 4 trok westnoordwestwaarts en draaide allengs meer en meer bij naar het noordwesten. Deze koers suggereert, dat de tropische cycloon zich aan de zuidwestflank van een hogedrukgebied boven de Azoren bevond, dat de cycloon over de Atlantische Oceaan leidde als een klassieke orkaan van het Kaapverdische type. Op 17 augustus promoveerde tropische storm 4 tot orkaan, ver ten oosten van de Bovenwindse Eilanden. Orkaan 4 passeerde ten noordoosten van de Grote Antillen en bereikte de derde categorie op 22 augustus op de Atlantische Oceaan, halverwege de Bahama's en Bermuda. Daarna draaide orkaan 4 steeds meer naar het noordnoordwesten en later naar het noorden bij en bereikte op 22 en 23 augustus zijn hoogtepunt met windsnelheden tot 185 km/uur en een waargenomen druk van 952 mbar. Orkaan 4 nam daarna langzaam in kracht af en koerste recht op New York af. Op 24 augustus schampte orkaan 4 langs Atlantic City in New Jersey en landde op de stad New York met windsnelheden tot 139 km/uur en een gemeten druk van 986 mbar. Boven New England degradeerde orkaan 4 tot tropische storm, die nu naar het noordoosten draaide en zijn tropische kenmerken begon te verliezen. De extratropische storm trok nog over het oosten van Canada en over de Saint Lawrencerivier, om ten slotte op 26 augustus ten oosten van Newfoundland op te lossen. Over de schade en het aantal slachtoffers is weinig bekend.

### Orkaan 5
Ook tropische storm 5 ontstond waarschijnlijk op 15 augustus ten oosten van Bermuda, enkele uren later als tropische storm 4. Tropische storm 5 trok westnoordwestwaarts, nam gestaag in kracht toe en passeerde ten noordoosten van Bermuda. Ten noordnoordwesten van Bermuda wendde tropische storm 5 zich op 16 augustus abrupt 90° naar het noordnoordoosten en promoveerde even later tot orkaan. Orkaan 5 bereikte met de tweede categorie zijn hoogtepunt met windsnelheden tot 157 km/uur en landde na zich 24 uur op deze intensiteit te hebben gehandhaafd, met deze windsnelheden op het zuidoosten van Newfoundland. Orkaan 5 nam iets in kracht af, maar bleef een orkaan en trok verder noordoostwaarts. Op 19 augustus werd orkaan 5, nog steeds op orkaankracht voor het laatst waargenomen ten noordoosten van Newfoundland.

### Orkaan van de barrière-eilanden van Georgia en South Carolina
Waarschijnlijk was deze tropische cycloon een orkaan van het Kaapverdische type, die eveneens op 15 augustus als tropische storm 6 ontstond uit een tropische golf even ten oostnoordoosten van Kaapverdië. Tropische storm 6 trok op 16 en 17 augustus westzuidwestwaarts over Kaapverdië als een zwakke tropische storm. Op 18 augustus lag tropische storm 6 ten westzuidwesten van Kaapverdië en keerde nu zijn koers naar het westnoordwesten en begon nu aan kracht te winnen. Op 19 augustus promoveerde tropische storm 6 tot orkaan boven de Atlantische Oceaan ten westen van Kaapverdië. Orkaan 6 won nog steeds gestaag aan kracht en begon op 22 augustus bij te draaiden naar het westen tot het noord-ten-westen richting de Bahama's. Op 23 augustus bereikte orkaan 6 de derde categorie ten noordoosten van de Maagdeneilanden en bereikte een paar uur later zijn hoogtepunt met windsnelheden tot 194 km/uur, welke intensiteit hij zou handhaven tot 27 augustus, uren voor zijn landing op het vasteland van de Verenigde Staten. Bij nadering van de Bahama's begon orkaan 6 steeds meer in noordelijke richting af te buigen. Orkaan 6 trok op 26 augustus over de noordelijke Bahama's en was nu op een noordnoordwestelijke koers geraakt, parallel aan de oostkust van Florida.
Op 27 augustus landde de orkaan nabij Savannah in Georgia met windsnelheden tot 194 km/uur en een waargenomen druk van 960 mbar. Moderne reconstructies houden het erop, dat de minimale druk vermoedelijk lager was geweest, ongeveer 954 mbar bij de landing en mogelijk op zijn diepst 931 mbar boven open zee. Aan de landing in dit gebied, dankt de orkaan zijn naam; de kust van Georgia en South Carolina wordt gekenmerkt door (schier)eilanden, die zijn ontstaan uit zandbanken, zoals de Wadden en slipafzettingen uit de vele riviertjes, die langs deze kust in de Atlantische Oceaan uitmonden. Deze (schier)eilanden staan bekend als de Sea Islands en in het Engels is de orkaan dan ook bekend als de Sea Islands Hurricane. De schiereilanden, omgeven door riviermonden waren niet opgewassen tegen de majeure orkaan en de daarmee gepaard gaande stormvloed van meer dan 5 meter. De orkaan van de barrière-eilanden bleef ook boven land een krachtige cycloon, die verder noord- en noordnoordoostwaarts trok over South en North Carolina en pas boven Virginia degradeerde tot tropische storm. Tropische storm 6 trok verder over New England en het oosten van Canada, maar verloor pas ten noorden van de Saint Lawrencerivier op 30 augustus zijn tropische kenmerken.
Vervolgens draaide de extratropische storm naar het oosten de Atlantische Oceaan op en verdween op 2 september boven het noorden van de Atlantische Oceaan. De orkaan van de barrière-eilanden van Georgia en South Carolina eiste zeer veel slachtoffers, omdat de kust niet bestand was tegen zo een orkaan en zijn stormvloed. Duizend tot tweeduizend mensen lieten het leven en dertigduizend raakten dakloos. De orkaan van de barrière-eilanden van Georgia en South Carolina is met Katrina van het seizoen 2005 de orkaan met de op een na meeste slachtoffers. De vergelijking met Katrina is extra wrang, omdat de meeste slachtoffers ook hier arme (lees zwarte) mensen waren. Hierdoor kan het zijn, dat het aantal slachtoffers nog hoger zou kunnen liggen; veel mensen hadden niet de middelen, noch waren zij in staat om slachtoffers te melden.
Ook zou het mogelijk zijn dat het racisme, dat er in het zuiden van de Verenigde Staten een eeuw geleden bestond een rol speelde. Een derde wrange parallel met Katrina is de trage hulpverlening; het Amerikaanse Rode Kruis arriveerde pas op 1 oktober, doordat het nog de handen vol had aan de nasleep van orkaan 1, die South Carolina had getroffen. Nog geen twee weken na de komst van het Rode Kruis werd het gebied door orkaan 9 getroffen. De hulpcampagne die daarna werd gelanceerd nam 10 maanden in beslag, die na afloop tot een succes werd verklaard (naar de maatstaven van 1893).

### Orkaan 7
Tropische storm 7 ontstond op 20 augustus ten zuidzuidwesten van Kaapverdië en trok naar het noordwesten. Op 22 augustus (0h00 UTC) promoveerde tropische storm 7 tot orkaan en vanaf dat moment tot aan het moment, dat orkaan 3 tot tropische storm degradeerde bestonden orkaan 3, orkaan 4, de orkaan van de barrière-eilanden van Georgia en South Carolina en orkaan 7 simultaan op orkaan sterkte in het Atlantisch bassin. Orkaan 7 was een orkaan van het Kaapverdische type, dat reeds vroeg afboog naar het noordwesten en noorden, omdat de rug van hoge druk aan zijn noordflank ontbrak. Op 23 augustus bereikte orkaan 7 de tweede categorie met windsnelheden tot 157 km/uur en hij boog op 26 augustus om naar het noordoosten. Bij het naderen van de Azoren nam hij iets in kracht af en begon zijn tropische kenmerken te verliezen. Op 28 augustus trok de extratropische storm, die nog steeds op orkaankracht was over de Azoren en zakte daarna onder de orkaandrempel. De extratropische storm werd voor het laatst waargenomen op 29 augustus ten noordoosten van de Azoren.

### Orkaan 8
Tropische storm 8 werd voor het eerst waargenomen in de Baai van Honduras op 4 september. Tropische storm 8 trok noordwestwaarts en landde die dag in het (toenmalige) oosten van de staat Yucatán, het huidige Quintana Roo als matige tropische storm. Boven de Golf van Mexico promoveerde tropische storm 8 op 6 september tot orkaan. Vervolgens wakkerde orkaan 8 aan tot de tweede categorie met windsnelheden tot 157 km/uur en draaide nu naar het noordoosten richting het zuidoosten van Louisiana. Daar landde de orkaan op 7 september. Orkaan 8 draaide nu bij naar het noordnoordoosten en later naar het noorden en degradeerde op 8 september boven Alabama tot tropische storm en 24 uur later tot tropische depressie boven het noorden van die staat. De tropische depressie loste op 9 september op boven Tennessee, bij de grens met Alabama. Over slachtoffers en schade, die orkaan 8 aanrichtte, is weinig bekend.

### Orkaan 9
Tropische storm 9 ontstond waarschijnlijk op 25 september ten zuiden van de Kaapverdië. Tropische storm 9 trok langzaam westwaarts, won gestaag aan kracht en promoveerde op 28 september tot orkaan. Op 29 september lag orkaan 9 halverwege Kaapverdië en de Bovenwindse Eilanden en begon nu bij te draaien naar het westnoordwesten. Op 2 oktober bereikte orkaan 9 de derde categorie en draaide steeds scherper naar het noordwesten. Boven de Atlantische Oceaan, ten noordoosten van de Maagdeneilanden draaide orkaan 9 op 6 oktober opnieuw naar het westnoordwesten. Op 12 oktober schampte orkaan 9 – nog altijd als een orkaan van de derde categorie – de noordelijke Bahama's. Orkaan 9 draaide nu naar het noordnoordwesten en later naar het noordnoordoosten, parallel aan de kust van Florida en Georgia. Op 13 oktober landde orkaan 9 nabij Myrtle Beach in South Carolina met windsnelheden tot 194 km/uur en een waargenomen minimale druk van 955 mbar. Orkaan 9 koerste nu versneld naar het noorden en trok over North Carolina, Virginia, West Virginia, Maryland en Pennsylvania, om pas op 14 oktober boven New York tot tropische storm te degraderen. De tropische storm trok vervolgens over het Ontariomeer en verloor dezelfde dag op de noordoever van het meer zijn tropische kenmerken. Orkaan 9 eiste ten minste 28 mensenlevens en trof bovendien hetzelfde gebied als de orkaan van de barrière-eilanden van Georgia en Zuid-Carolina in augustus en beïnvloedde daarmee de nasleep van de vorige ramp in negatieve zin. Orkaan 9 was verder bijzonder, omdat de geschatte ACE-waarde van de tropische cycloon van 63,5 een van de hoogste is onder tropische cyclonen in het Atlantisch bassin.

### Chenier Caminandaorkaan
Tropische storm 10 werd voor het eerst waargenomen op 27 september boven het noordwesten van de Caribische Zee, ten noordoosten van Honduras en Nicaragua. Mogelijk ontstond tropische storm 10 uit een trog van lagedruk, maar niets is over de cyclogenesis met zekerheid te zeggen. Tropische storm 10 trok noordwestwaarts, richting het schiereiland Yucatán. Op 28 september promoveerde tropische storm 10 tot orkaan en bereikte enkele uren later nog in de Baai van Honduras de tweede categorie. Op 29 september landde orkaan 10 met windsnelheden tot 157 km/uur op het uiterste noordoosten van het schiereiland Yucatán en nam tijdelijk daardoor iets af tot de eerste categorie. Op 30 september bereikte orkaan 10 opnieuw de tweede categorie boven de Golf van Mexico en daarna begon orkaan 10 meer en meer bij te draaien naar het noordnoordwesten en noorden.
Op 1 oktober draaide orkaan 10 nog verder naar het noordnoordoosten en noordoosten en bereikte de derde categorie en enkele uren later de vierde categorie. Orkaan 10 zette koers naar het zuidoosten van Louisiana, waar hij op 2 oktober met windsnelheden tot 213 km/uur en een minimale druk van 948 mbar op het eiland Chenier Caminanda landde, dat de orkaan later zijn naam zou geven. Na over de Mississippidelta te hebben overgestoken, landde de Chenier Caminandaorkaan enkele uren opnieuw in Mississippi. Op 3 oktober degradeerde de orkaan tot tropische storm boven Alabama en trok verder over Georgia, South en North Carolina. Daar draaide tropische storm 10 naar het oosten en verdween boven de Atlantische Oceaan op 5 oktober. Het dorp Cheniere Caminada (tegenwoordig ligt het dorp met deze spelling in de Jeffersonparochie; county's worden in Louisiana parochies genoemd) telde 1500 inwoners, waarvan er 779 de ramp niet overleefden. De Chenier Caminandaorkaan zette grote delen van het zuidoosten van Louisiana onder water, doordat de orkaan gepaard ging met een stormvloed van vijf meter.
Het totaal aantal slachtoffers wordt geschat op 2000 en daarmee is de Chenier Caminandaorkaan samen met de orkaan van de barrière-eilanden van Georgia en South Carolina en Katrina een van de ergste orkaanrampen, die de Verenigde Staten troffen. De schade ten gevolge van de Chenier Caminandaorkaan bedroeg $5.000.000,- (gecorrigeerd voor inflatie naar 2005 is dit $102,6 miljoen). Vooral de teelt van rijst en sinaasappelen liep grote schade op. Overigens doken er in de negentiende eeuw verschillende spellingsvormen op van de naam van het eiland: Chenier Caminada, Chenière Caminada en Chenier Caminanda.

### Tropische storm 11
Op 20 oktober ontstond er een tropische depressie ten zuiden van Isla de Pinos boven het westen van de Caribische Zee. De tropische depressie trok naar het noordoosten, trok op 21 oktober over Cuba en promoveerde boven de Bahama's tot tropische storm 11. Daarna meanderde tropische storm 11 op een over het algemeen noordelijk koers voor de kust van de zuidoostelijke Verenigde Staten. Op 22 en 23 oktober bereikte tropische storm 11 zijn hoogtepunt met windsnelheden tot 93 km/uur. Op 23 oktober draaide tropische storm 11 naar het noordwesten en landde op het schiereiland Delmarva, behorende tot de staten Maryland, Delaware en Virginia. Daarna loste tropische storm 11 snel op boven Pennsylvania.

### Tropische storm 12
Tropische storm 12 ontstond op 5 november boven de Atlantische Oceaan, ten noordoosten van de Bahama's. Tropische storm 12 dreef westwaarts en beschreef vervolgens een halve cirkel met de wijzers van de klok mee, waarbij hij op 8 november Outer Banks schampte. Daarna trok tropische storm 12 oostwaarts en verdween op 12 november boven de Atlantische Oceaan ten westnoordwesten van de Azoren. Het hoogtepunt bereikte tropische storm 12 op 8 november toen hij Outer Banks schampte met windsnelheden tot 110 km/uur, net onder de orkaandrempel.